# Kiseljak (miasto Tuzla)
Kiseljak – wieś w Bośni i Hercegowinie, w Federacji Bośni i Hercegowiny, w kantonie tuzlańskim, w mieście Tuzla. W 2013 roku liczyła 917 mieszkańców, z czego większość stanowili Boszniacy.